# Montclus (Gard)
Montclus è un comune francese di 155 abitanti situato nel dipartimento del Gard, nella regione dell'Occitania.

## Società

### Evoluzione demografica

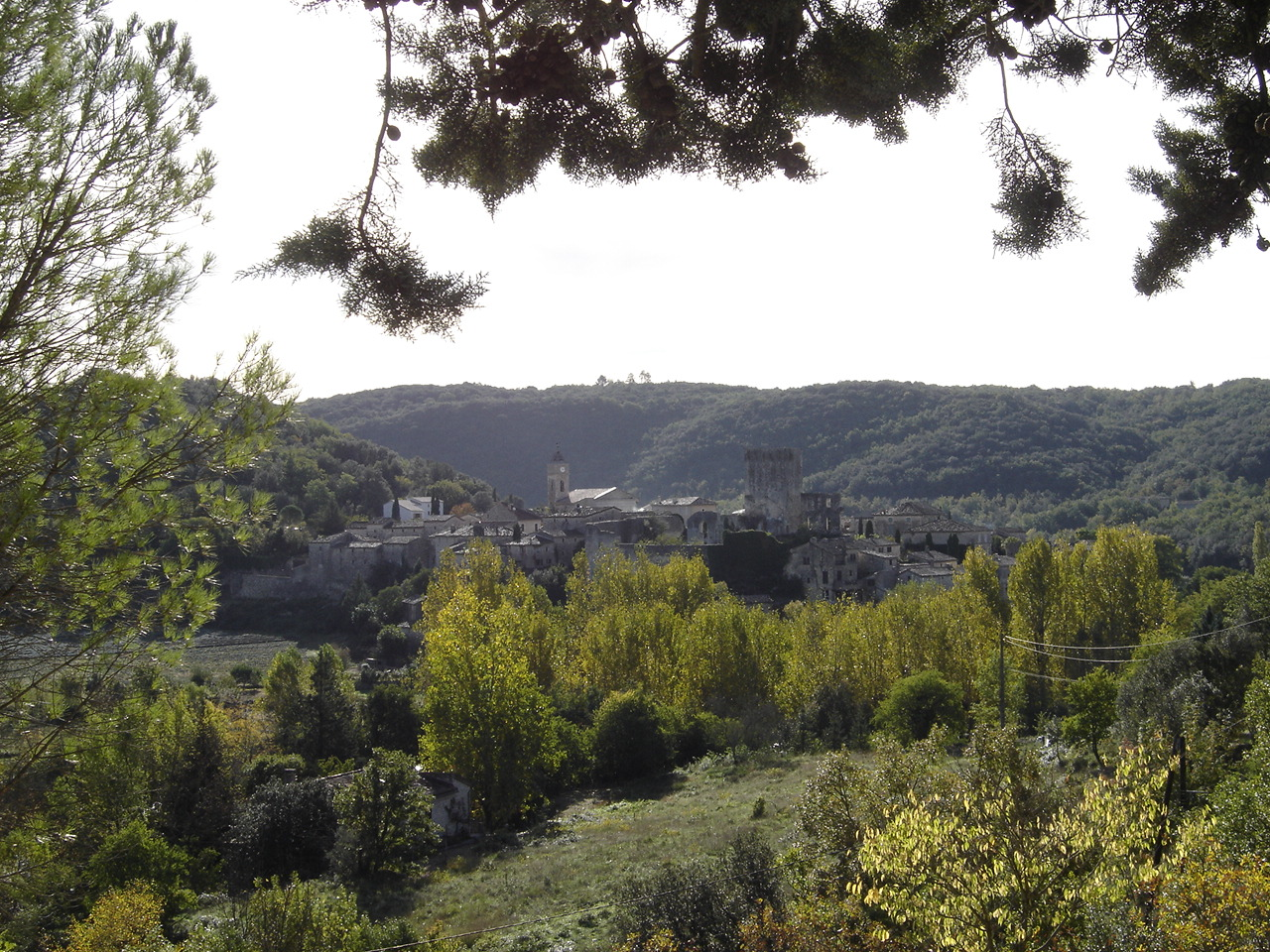
Montclus

Abitanti censiti